# Mike Salisbury (designér)
Mike Salisbury je americký designér.

## Život a dílo
Narodil se v Utahu a v dětství žil ještě například v Kalifornii či na Havaji. Je autorem obalů hudebních alb mnoha interpretů, mezi něž patří například George Harrison, John Cale, Randy Newman, Ry Cooder a Rickie Lee Jones. Je také autorem obalu alba Off the Wall (1979) zpěváka Michaela Jacksona. Dále také pracoval na různých filmových projektech (například Dobyvatelé ztracené archy a Jurský park) a reklamách. Rovněž se věnoval vyučování designu, reklamy, ilustrace a fotografie na UCLA a Otis Art Institute.